# 新豊県 (河北省)
新豊県（しんほう-けん）は、中華人民共和国河北省にかつて設置された県。現在の石家荘市藁城区南東部に相当する。
617年（義寧元年）、隋朝により設置された。621年（武徳4年）、唐朝により廃止され、管轄区域は藁城県に統合された。